# Fuchsia
Pour les articles homonymes, voir Fuchsia (homonymie).
Genre
Synonymes
- Hemifuchsia Herrera[2]

Fuchsia, les fuchsias en français, est un genre de plantes à fleurs de la famille des Onagracées, originaires d'Amérique latine et de Nouvelle-Zélande. Ce sont des arbrisseaux, plus rarement des petits arbres ou des arbustes, qui ne supportent pas, pour la plupart, les gelées ou les températures négatives (certaines espèces comme Fuchsia magellanica sont rustiques). Il en existe une centaine d'espèces. De nombreuses variétés sont cultivées comme plantes d'ornement pour leurs fleurs pendantes très décoratives souvent bicolores, alliant sépales rouges et pétales pourpres à blancs.

## Étymologie
Le nom du genre, Fuchsia, a été dédié au botaniste allemand Leonhart Fuchs (1501–1566), par Charles Plumier, qui découvrit ces plantes à la fin du XVIIe siècle, dans l'ile d'  Hispaniola actuellement partagée entre Haïti et la République Dominicaine.

## Caractéristiques générales
La plupart des fuchsias sont des plantes ligneuses (arbrisseaux ou arbustes) de 20 cm à 4 m de haut, mais une espèce fait exception en prenant la forme d'un arbre de 12 à 15 m de haut : il s'agit de Fuchsia excorticata, originaire de Nouvelle-Zélande.
Les fuchsias ont des feuilles opposées ou verticillées par 3 ou 5, longues de 1 à 25 cm, entières au limbe lancéolé et généralement à bord serré (parfois entier). Elles peuvent être caduques ou persistantes selon les espèces.
Les fleurs très décoratives, pendantes, tubulaires, se terminant en forme de cloche ou de coupe, apparaissent réunies en de nombreuses grappes en été, en automne et jusqu'aux gelées. Certaines fleurissent toute l'année sous les tropiques. Elles ont quatre sépales longs, effilés, et quatre pétales plus courts et plus larges.
Chez beaucoup d'espèces, les sépales sont rouge brillant et les pétales, pourpres, couleur qui attire les oiseaux-mouches qui les pollinisent, mais les coloris peuvent varier du blanc au rouge sombre et à l'orange. Quelques-unes présentent des tons jaunâtres.
Les fruits sont de petites baies (5 à 25 mm de long) de couleur vert-rougeâtre sombre à rouge. Elles contiennent de nombreuses petites graines et sont légèrement sucrées voire insipides mais toutes sont comestibles et peuvent être utilisées pour faire des confitures ou de la pâtisserie.

## Distribution
Les fuchsias sont originaires principalement d'Amérique centrale, du Mexique, d'Amérique du Sud, ainsi que de Nouvelle-Zélande et de Tahiti.

## Histoire

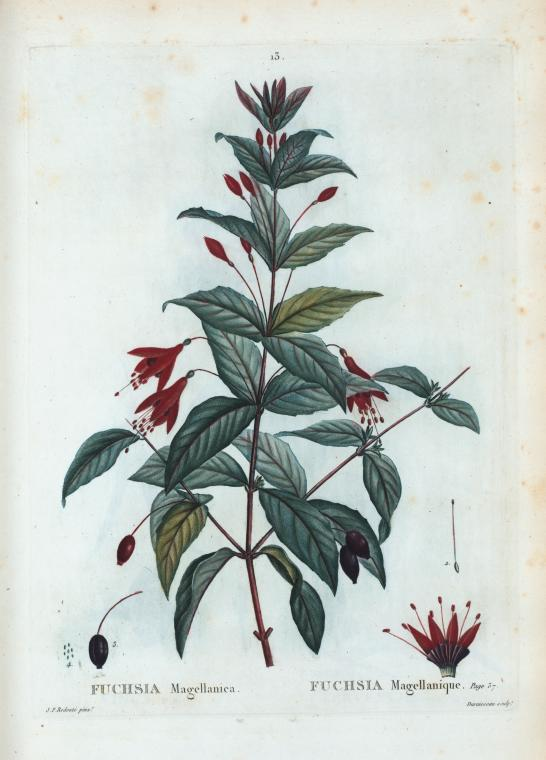
Fuchsia de Magellan, par Pierre-Joseph Redouté

C'est le missionnaire franciscain français Charles Plumier, botaniste et explorateur pour le compte du roi Louis XIV, qui le premier a décrit et récolté ce végétal sur l'ile d'Hispaniola à la fin du XVIIe siècle. Il nomme cette plante fuchsia en hommage au botaniste allemand Leonhart Fuchs.

## Classification
Le genre Fuchsia a été décrit en 1753, 50 ans après sa découverte, par le naturaliste suédois Carl von Linné (1707-1778). L'espèce type est celle découverte par Plumier, dont Linné reprend le nom pour décrire l'espèce Fuchsia triphylla L..
En classification classique de Cronquist (1981) de même qu'en en classification phylogénétique APG III (2009) il est classé dans la famille des Onagraceae.

### Liste des sections

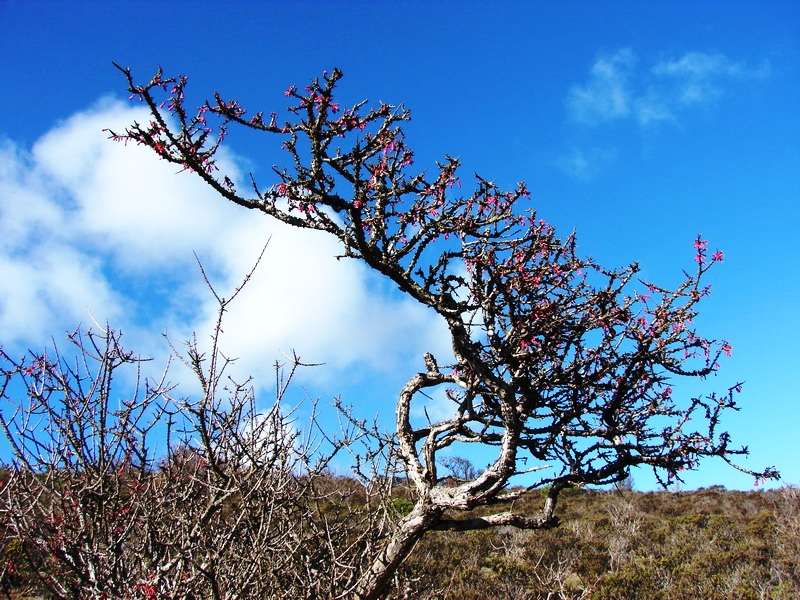
Fuchsia lycioides, arbustif et épineux, est l'unique espèce de la section Kierschlegeria.

Le genre est subdivisé en 11 sections qui regroupent les 125 espèces (compte tenu des espèces nouvelles depuis 2020). Les sections les plus peuplées sont d'abord la Section Fuchsia avec 65 espèces et la section Hemsleyella avec 15 espèces, tandis que d'autres n'en comportent que quelques-unes.
Par ordre d'importance, :
- section Fuchsia - espèce type Fuchsia triphylla (65 espèces)
- section Hemsleyella - espèce type Fuchsia juntasensis (15 espèces), hommage à William Botting Hemsley, botaniste britannique à Kew
- section Quélusia (9 espèces), le nom vient du palais de Queluz, au Portugal, résidence d'été des rois
  - espèce type Fuchsia magellanica
  - Fuchsia alpestris
  - Fuchsia bracelinae
  - Fuchsia brevilobis
  - Fuchsia campo-portoi
  - Fuchsia coccinea
  - Fuchsia glazioviana
  - Fuchsia hatschbachii
  - Fuchsia regia(3 sous espèces)
- section Encliandra (6 espèces), Encliandra signifie « mâle enfermé », allusion à une spire d'étamine recourbée dans le tube floral
  - espèce type Fuchsia encliandra
  - Fuchsia cylindracea
  - Fuchsia microphylla
  - Fuchsia obconica
  - Fuchsia ravenii
  - Fuchsia thymifolia
- section Ellobium (3 espèces), du grec ellobion, boucle d'oreille[8]
  - espèce type Fuchsia fulgens
  - Fuchsia decidua
  - Fuchsia splendens
- section Skinnera (3 espèces), hommage au révérend Richard Skinner, botaniste britannique
  - espèce type Fuchsia excorticata
  - Fuchsia cyrtandoides
  - Fuchsia perscandens
- section Schufia (2 espèces), Schufia est l'anagramme de Fuchsia
  - espèce type Fuchsia arborescens
  - Fuchsia paniculata
- section Jimenezia (1 espèce), hommage au botaniste et agronome costaricain Alfonso Jimenez-Muñoz
  - espèce type Fuchsia jimenezii
- section   (1 espèce), hommage au docteur Kierschleger, auteur d'une flore d'Alsace[9]
  - espèce type Fuchsia lycioides
- section Procumbens (1 espèce), procumbant signifie rampant
  - espèce type Fuchsia procumbens
- section Pachyrrhiza  (1 espèce), Pachyrrhiza signifie « grosses racines »
  - espèce type Fuchsia pachyrrhiza

### Liste d'espèces
Selon The Plant List (29 décembre 2020) :
- Fuchsia abrupta I.M.Johnst.
- Fuchsia alpestris Gardner
- Fuchsia ampliata Benth.
- Fuchsia andrei I.M.Johnst.
- Fuchsia apetala Ruiz & Pav.
- Fuchsia aquaviridis P.E.Berry
- Fuchsia arborescens Sims
- Fuchsia austromontana I.M.Johnst.
- Fuchsia ayavacensis Kunth
- Fuchsia bacillaris Lindl.
- Fuchsia boliviana Carrière
- Fuchsia bracelinae Munz
- Fuchsia brevilobis P.E.Berry
- Fuchsia campii P.E.Berry
- Fuchsia campos-portoi Pilg. & G.K.Schulze
- Fuchsia canescens Benth.
- Fuchsia caucana P.E.Berry
- Fuchsia ceracea P.E.Berry
- Fuchsia cestroides Schulze-Menz
- Fuchsia chloroloba I.M.Johnst.
- Fuchsia cinerea P.E.Berry
- Fuchsia coccinea Aiton
- Fuchsia cochabambana P.E.Berry
- Fuchsia colensoi Hook.f.
- Fuchsia confertifolia Fielding & Gardner
- Fuchsia coracifolia P.E.Berry
- Fuchsia corollata Benth.
- Fuchsia corymbiflora Ruiz & Pav.
- Fuchsia crassistipula P.E.Berry
- Fuchsia cuatrecasasii Munz
- Fuchsia cyrtandroides J.W.Moore
- Fuchsia decidua Standl.
- Fuchsia decussata Ruiz & Pav.
- Fuchsia denticulata Ruiz & Pav.
- Fuchsia dependens Hook.
- Fuchsia encliandra (Zucc.) Steud.
- Fuchsia excorticata (G.Forst.) L.f.
- Fuchsia exoniensis J. Paxton
- Fuchsia experscandens Allan
- Fuchsia ferreyrae P.E.Berry
- Fuchsia fontinalis J.F.Macbr.
- Fuchsia fulgens Moc. & Sessé ex DC.
- Fuchsia furfuracea I.M.Johnst.
- Fuchsia garleppiana Kuntze & Wittm.
- Fuchsia gehrigeri Munz
- Fuchsia glaberrima I.M.Johnst.
- Fuchsia glazioviana Taub.
- Fuchsia harlingii Munz
- Fuchsia hartwegii Benth.
- Fuchsia hatschbachii P.E.Berry
- Fuchsia hirtella Kunth
- Fuchsia huanucoensis P.E.Berry
- Fuchsia hybrida hort. ex Siebert & Voss
- Fuchsia hypoleuca I.M.Johnst.
- Fuchsia inflata Schulze-Menz
- Fuchsia insignis Hemsl.
- Fuchsia jimenezii Breedlove, P.E.Berry & P.H.Raven
- Fuchsia juntasensis Kuntze
- Fuchsia kirkii Hook.f. ex Kirk
- Fuchsia lehmannii Munz
- Fuchsia llewelynii J.F.Macbr.
- Fuchsia loxensis Kunth
- Fuchsia lycioides Andrews
- Fuchsia macropetala C.Presl
- Fuchsia macrophylla I.M.Johnst.
- Fuchsia macrostigma Benth.
- Fuchsia magdalenae Munz
- Fuchsia magellanica Lam.
- Fuchsia mathewsii J.F.Macbr.
- Fuchsia membranacea Hemsl.
- Fuchsia mezae P.E.Berry & Hermsen
- Fuchsia microphylla Kunth
- Fuchsia nana P.E.Berry
- Fuchsia nigricans Linden ex Planch.
- Fuchsia obconica Breedlove
- Fuchsia orientalis P.E.Berry
- Fuchsia ovalis Ruiz & Pav.
- Fuchsia pachyrrhiza P.E.Berry & B.A.Stein
- Fuchsia pallescens Diels
- Fuchsia paniculata Lindl.
- Fuchsia parviflora Lindl.
- Fuchsia perscandens Cockayne & Allan
- Fuchsia petiolaris Kunth
- Fuchsia pilaloensis P.E.Berry
- Fuchsia pilosa Fielding & Gardner
- Fuchsia polyantha Killip ex Munz
- Fuchsia pringsheimii Urb.
- Fuchsia procumbens R.Cunn.
- Fuchsia putumayensis Munz
- Fuchsia ravenii Breedlove
- Fuchsia regia (Vand. ex Vell.) Munz
- Fuchsia rivularis J.F.Macbr.
- Fuchsia salicifolia Hemsl.
- Fuchsia sanctae-rosae Kuntze
- Fuchsia sanmartina P.E.Berry
- Fuchsia scabriuscula Benth.
- Fuchsia scherffiana André
- Fuchsia sessilifolia Benth.
- Fuchsia simplicicaulis Ruiz & Pav.
- Fuchsia splendens Zucc.
- Fuchsia steyermarkii P.E.Berry
- Fuchsia summa P.E.Berry
- Fuchsia sylvatica Benth.
- Fuchsia thymifolia Kunth
- Fuchsia tillettiana Munz
- Fuchsia tincta I.M.Johnst.
- Fuchsia triphylla L.
- Fuchsia tunariensis Kuntze
- Fuchsia vargasiana Munz ex Vargas
- Fuchsia venusta Kunth
- Fuchsia verrucosa Hartw. ex Benth.
- Fuchsia vulcanica André
- Fuchsia wurdackii Munz

Selon Tropicos (29 décembre 2020) (Attention liste brute contenant possiblement des synonymes) :
- Fuchsia abrupta I.M. Johnst.
- Fuchsia acynifolia Scheidw.
- Fuchsia adpressipilis Steyerm.
- Fuchsia affinis Cambess.
- Fuchsia alpestris Gardner
- Fuchsia amoena DC.
- Fuchsia ampliata Benth.
- Fuchsia ampliata × vulcanica
- Fuchsia andrei I.M. Johnst.
- Fuchsia apetala Ruiz & Pav.
- Fuchsia apiculata Johnst.
- Fuchsia aprica Lundell
- Fuchsia aquaviridis P.E. Berry
- Fuchsia araucana F. Philippi in R. A. Philippi
- Fuchsia arborea Sessé & Moc.
- Fuchsia arborescens Sims
- Fuchsia asperifolia K. Krause
- Fuchsia aspiazui J.F. Macbr.
- Fuchsia asplundii J.F. Macbr.
- Fuchsia atrorubra I.M. Johnst.
- Fuchsia austromontana I.M. Johnst.
- Fuchsia ayavacensis Kunth
- Fuchsia bacillaris Lindl.
- Fuchsia biflora Sessé & Moc.
- Fuchsia boliviana Carrière
- Fuchsia bracelinae Munz
- Fuchsia brevilobis P.E. Berry
- Fuchsia brittonii I.M. Johnst.
- Fuchsia campii P.E. Berry
- Fuchsia campos-portoi Pilg. & Schulze-Menz
- Fuchsia canescens Benth.
- Fuchsia caracasana Fielding & Gardner
- Fuchsia caracasensis Fielding & Gardner
- Fuchsia caucana P.E. Berry
- Fuchsia ceracea P.E. Berry
- Fuchsia cestroides Schulze-Menz
- Fuchsia chiapensis Brandegee
- Fuchsia chloroloba I.M. Johnst.
- Fuchsia chonotica Phil.
- Fuchsia cinerea P.E. Berry
- Fuchsia cinnabarina E.M. McClint.
- Fuchsia coccinea Aiton
- Fuchsia cochabambana P.E. Berry
- Fuchsia colensoi Hook. f.
- Fuchsia colimae Munz
- Fuchsia colombiana Munz
- Fuchsia confertifolia Fielding & Gardner
- Fuchsia conica Lindl.
- Fuchsia cordifolia Benth.
- Fuchsia coriacifolia P.E. Berry
- Fuchsia corollata Benth.
- Fuchsia corymbiflora Ruiz & Pav.
- Fuchsia corymbosa Pritz.
- Fuchsia crassistipula P.E. Berry
- Fuchsia cuatrecasasii Munz
- Fuchsia curviflora Benth.
- Fuchsia cuspidata Fawc. & Rendle
- Fuchsia cylindracea Lindl.
- Fuchsia cyrtandroides J.W. Moore
- Fuchsia decidua Standl.
- Fuchsia decussata Ruiz & Pav.
- Fuchsia denticulata Ruiz & Pav.
- Fuchsia dependens Hook.
- Fuchsia discolor Lindl.
- Fuchsia dolichantha Krause
- Fuchsia encliandra Steud.
- Fuchsia excorticata L. f.
- Fuchsia exoniensis Paxton
- Fuchsia experscandens Allan
- Fuchsia ferreyrae P.E. Berry
- Fuchsia filipes Rusby
- Fuchsia fischeri J.F. Macbr.
- Fuchsia fontinalis J.F. Macbr.
- Fuchsia fosbergii Munz
- Fuchsia fulgens DC.
- Fuchsia furfuracea I.M. Johnst.
- Fuchsia fusca Krause
- Fuchsia garleppiana Kuntze & Wittm.
- Fuchsia gehrigeri Munz
- Fuchsia glaberrima I.M. Johnst.
- Fuchsia glazioviana Taub.
- Fuchsia globosa Lindl.
- Fuchsia gracilis Lindl.
- Fuchsia grandiflora Ruiz & Pav.
- Fuchsia hamellioides Moc. & Sesse ex G. Don
- Fuchsia harlingii Munz
- Fuchsia hartwegii Benth.
- Fuchsia hatschbachii P.E. Berry
- Fuchsia hemsleyana Woodson & Seibert
- Fuchsia heterotricha Lundell
- Fuchsia hirsuta Hemsl.
- Fuchsia hirta Kunth
- Fuchsia hirtella Kunth
- Fuchsia hitchcockii I.M. Johnst.
- Fuchsia huanucoensis P.E. Berry
- Fuchsia hybrida hort. ex Siebert & Voss
- Fuchsia hypoleuca I.M. Johnst.
- Fuchsia inflata Schulze-Menz
- Fuchsia insignis Hemsl.
- Fuchsia integrifolia Cambess.
- Fuchsia intermedia Hemsl.
- Fuchsia involucrata Sw.
- Fuchsia jahnii Munz
- Fuchsia jimenezii Breedlove, P.E. Berry & P.H. Raven
- Fuchsia johnstonii J.F. Macbr.
- Fuchsia juntasensis Kuntze
- Fuchsia killipii I.M. Johnst.
- Fuchsia kirkii Hook. f.
- Fuchsia lampadaria J.O. Wright
- Fuchsia lehmannii Munz
- Fuchsia leptopoda Krause
- Fuchsia liebmannii H. Lév.
- Fuchsia llewelynii J.F. Macbr.
- Fuchsia longiflora Benth.
- Fuchsia loxensis Kunth
- Fuchsia lycioides Andrews
- Fuchsia macrantha Hook.
- Fuchsia macropetala C. Presl
- Fuchsia macrophylla I.M. Johnst.
- Fuchsia macrostema Ruiz & Pav.
- Fuchsia macrostemma Ruiz & Pav.
- Fuchsia macrostigma Benth.
- Fuchsia magdalenae Munz
- Fuchsia magellanica Lam.
- Fuchsia mathewsii J.F. Macbr.
- Fuchsia mattoana Krause
- Fuchsia membranacea Hemsl.
- Fuchsia meridensis Steyerm.
- Fuchsia mexiae Munz
- Fuchsia mezae P.E. Berry & Hermsen
- Fuchsia michoacanensis Sessé & Moc.
- Fuchsia microphylla Kunth
- Fuchsia miniata Planch. & Linden
- Fuchsia minimiflora Hemsl.
- Fuchsia minutiflora Hemsl.
- Fuchsia mixta Hemsl.
- Fuchsia mollis Krause
- Fuchsia montana Cambess.
- Fuchsia multiflora Kunth
- Fuchsia munzii J.F. Macbr.
- Fuchsia myrtifolia Koehne
- Fuchsia nana P.E. Berry
- Fuchsia nigricans Linden ex Planch.
- Fuchsia notarisii Lehm.
- Fuchsia obconica Breedlove
- Fuchsia orientalis P.E. Berry
- Fuchsia osgoodii J.F. Macbr.
- Fuchsia ovalis Ruiz & Pav.
- Fuchsia ovata Moç. & Sessé ex DC.
- Fuchsia pachyrrhiza P.E. Berry & B.A. Stein
- Fuchsia pallescens Diels
- Fuchsia paniculata Lindl.
- Fuchsia parviflora Lindl.
- Fuchsia pendula Salisb.
- Fuchsia perbrevis I.M. Johnst.
- Fuchsia perscandens Cockayne & Allan
- Fuchsia petiolaris Kunth
- Fuchsia pilaloensis P.E. Berry
- Fuchsia pilosa Fielding & Gardner
- Fuchsia platypetala I.M. Johnst.
- Fuchsia polyantha Killip ex Munz
- Fuchsia polyanthella I.M. Johnst.
- Fuchsia pringlei B.L. Rob. & Seaton
- Fuchsia pringsheimii Urb.
- Fuchsia procumbens R. Cunn. ex A. Cunn
- Fuchsia prostrata Baill.
- Fuchsia pubescens Cambess.
- Fuchsia pulchella Woodson & Seibert
- Fuchsia pumila Meun.
- Fuchsia putumayensis Munz
- Fuchsia pyrifolia C. Presl
- Fuchsia quinduensis Kunth
- Fuchsia radicans Miers in Lindley
- Fuchsia ravenii Breedlove
- Fuchsia recurvata Niven ex Hook.
- Fuchsia regia (Vell.) Munz
- Fuchsia ricoartonii Tillery
- Fuchsia rivularis J.F. Macbr.
- Fuchsia rosea Ruiz & Pav.
- Fuchsia salicifolia Hemsl.
- Fuchsia sanctae-rosae Kuntze
- Fuchsia sanmartina P.E. Berry
- Fuchsia santos-limae Brade
- Fuchsia scabriuscula Benth.
- Fuchsia scandens Krause
- Fuchsia scherffiana André
- Fuchsia seleriana Loes.
- Fuchsia serratifolia Ruiz & Pav.
- Fuchsia sessilifolia Benth.
- Fuchsia simplicicaulis Ruiz & Pav.
- Fuchsia siphonantha Krause
- Fuchsia skutchiana Munz
- Fuchsia smithii Munz
- Fuchsia speciosa hort. ex L.H. Bailey
- Fuchsia spectabilis Hook. ex Lindl.
- Fuchsia spinosa C. Presl
- Fuchsia splendens Zucc.
- Fuchsia steinbachii I.M. Johnst.
- Fuchsia steyermarkii P.E. Berry
- Fuchsia storkii Munz
- Fuchsia striolata Lundell
- Fuchsia summa P.E. Berry
- Fuchsia sylvatica Benth.
- Fuchsia syringiflora (Lem.) Carrière
- Fuchsia tacanensis Lundell
- Fuchsia tacsoniiflora Krause
- Fuchsia tenella (Lindl.) G. Don
- Fuchsia tetradactyla Lindl.
- Fuchsia thompsonii Koehne
- Fuchsia thymifolia Kunth
- Fuchsia tillettiana Munz
- Fuchsia tincta I.M. Johnst.
- Fuchsia townsendii I.M. Johnst.
- Fuchsia triphylla L.
- Fuchsia tuberosa Krause
- Fuchsia tunariensis Kuntze
- Fuchsia umbrosa Benth.
- Fuchsia unduavensis Munz
- Fuchsia uniflora Sessé & Moc.
- Fuchsia vargasiana Munz ex Vargas
- Fuchsia velutina I.M. Johnst.
- Fuchsia venusta Kunth
- Fuchsia verrucosa Hartw. ex Benth.
- Fuchsia virgata Sweet ex Jacques
- Fuchsia vulcanica André
- Fuchsia weberbaueri Krause
- Fuchsia woytkowskii J.F. Macbr.
- Fuchsia wurdackii Munz
- Fuchsia × bacillaris Lindl.
- Fuchsia × cinnabarina D.C. McClint.
- Fuchsia × exoniensis Paxton
- Fuchsia × experscandens Allan
- Fuchsia × hybrida Voss

## Utilisation
Les fuchsias sont des plantes très cultivées dans les jardins d'ornement, bien qu'elles ne soient pas rustiques en régions tempérées et qu'elles doivent être généralement cultivées en serre. En général elles ne résistent pas au-dessous de 7 °C. L'espèce la plus résistante au froid est Fuchsia magellanica qui peut être cultivée en extérieur dans les régions de climat doux. La plante s'est même acclimatée en Irlande et dans le sud-ouest de la Grande-Bretagne. Elles sont également sensibles à certains organismes nuisibles, comme l'aculops fuschiae, un acarien aussi appelé galle du fuschia.
Les variétés les plus cultivées sont des hybrides, dont il existe des milliers de cultivars, propagés par boutures. Ils sont sélectionnés pour l'aspect original du port général, du feuillage ou de la floraison, de même que pour leur résistance accrue au gel ou au soleil.

## Galerie

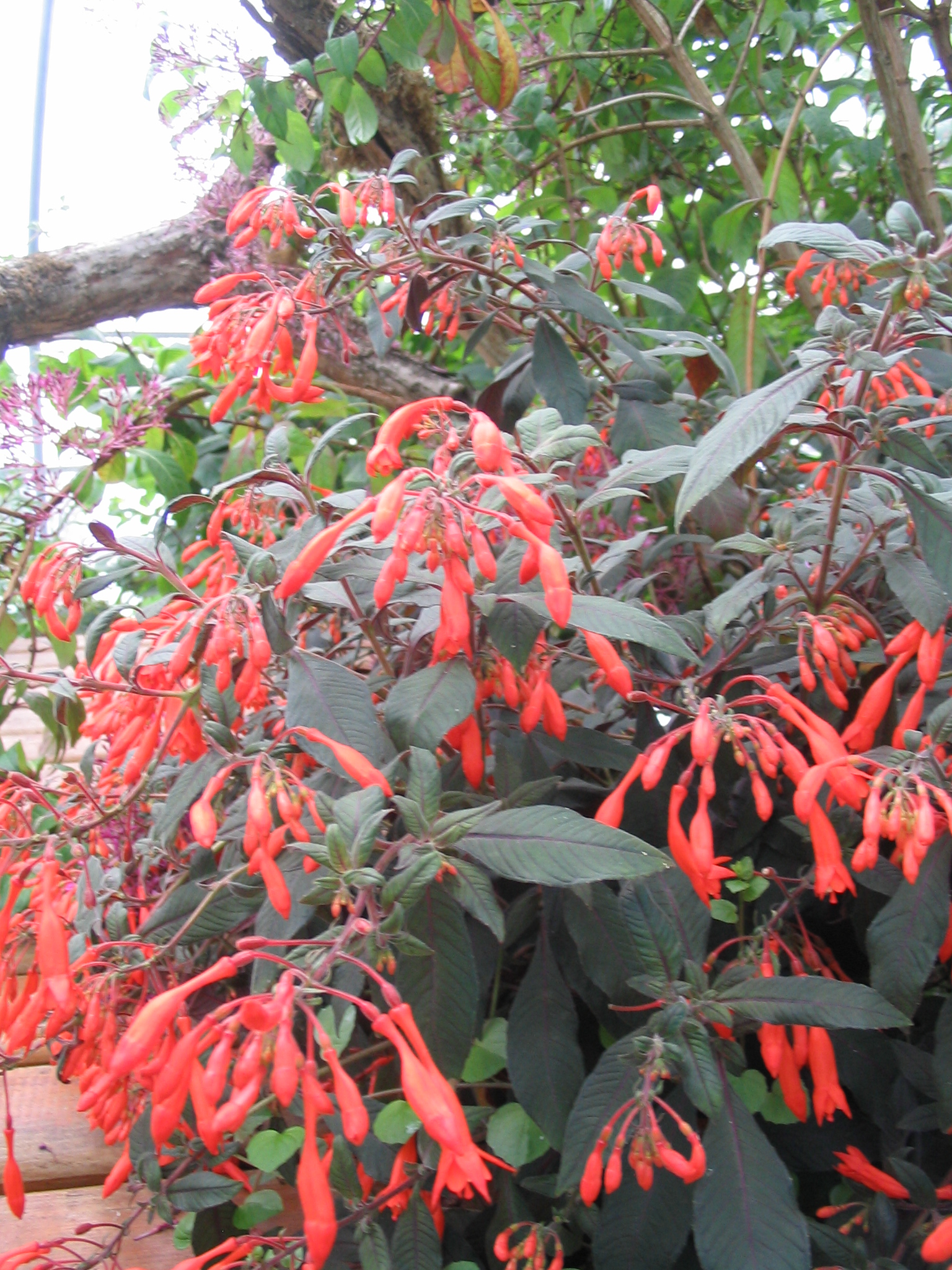
Fuchsia triphylla en fleur
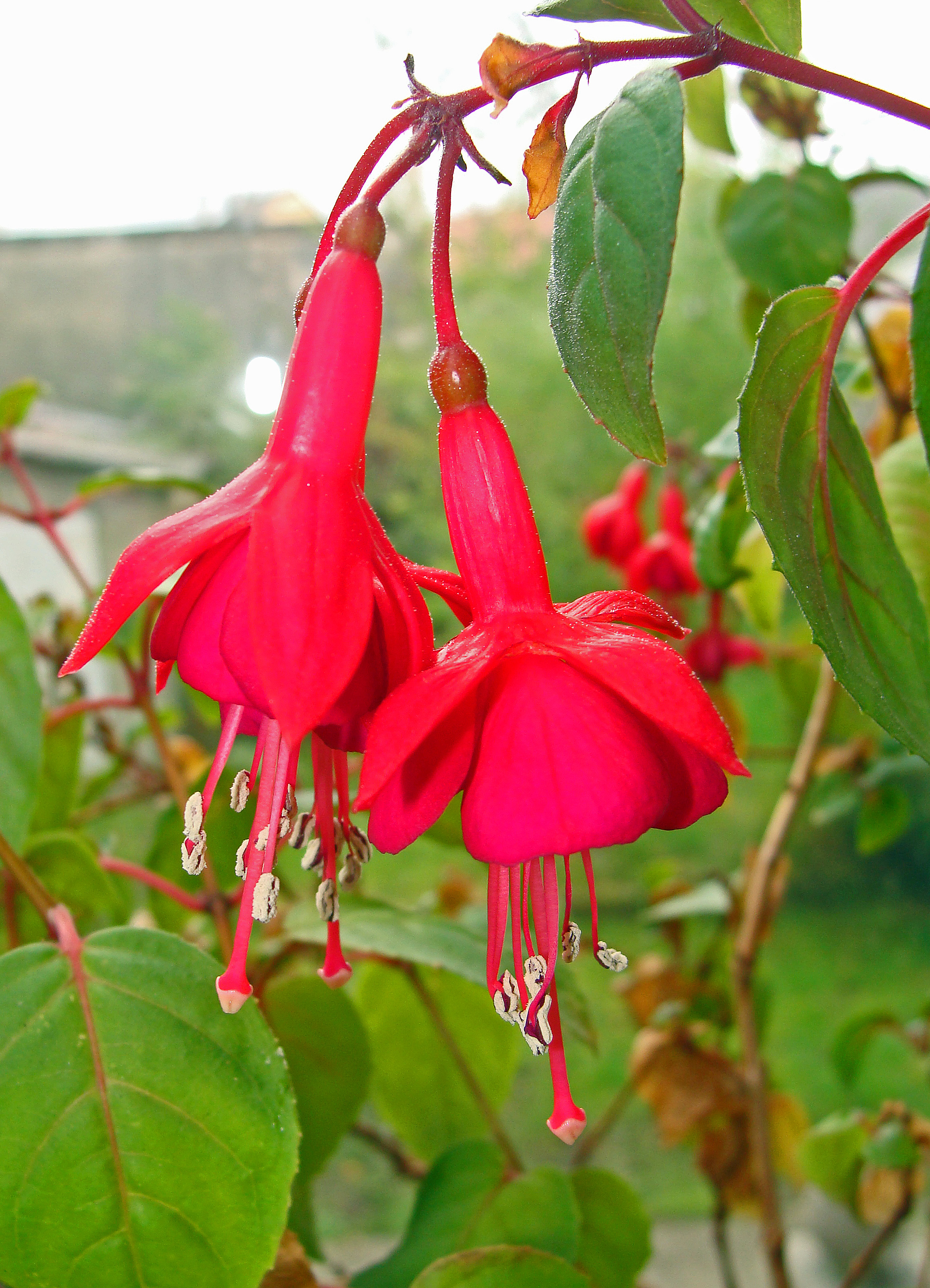
Fleurs de Fuchsia à L'Hôpital (Moselle).
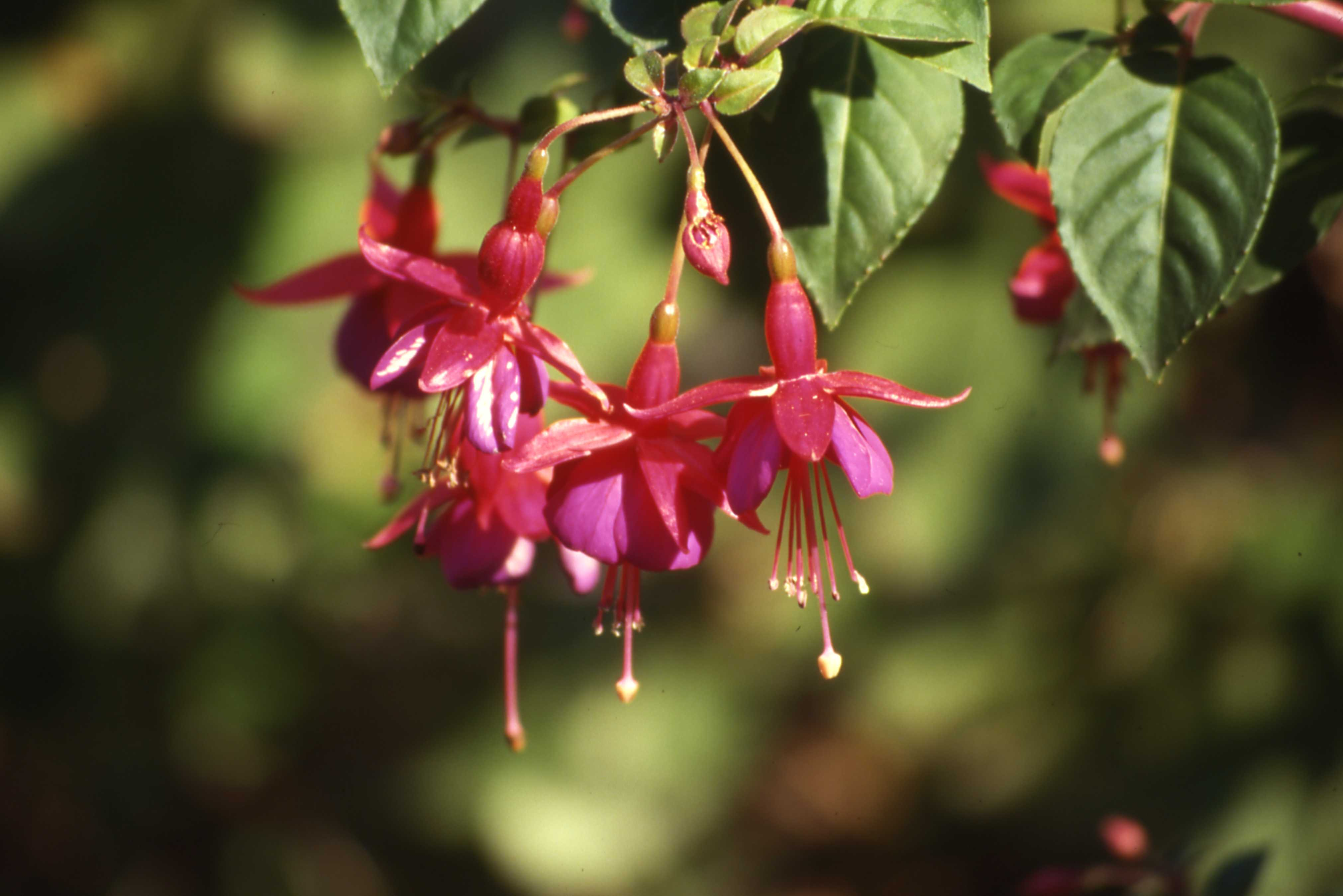
Fleurs de fuchsia dans un jardin.
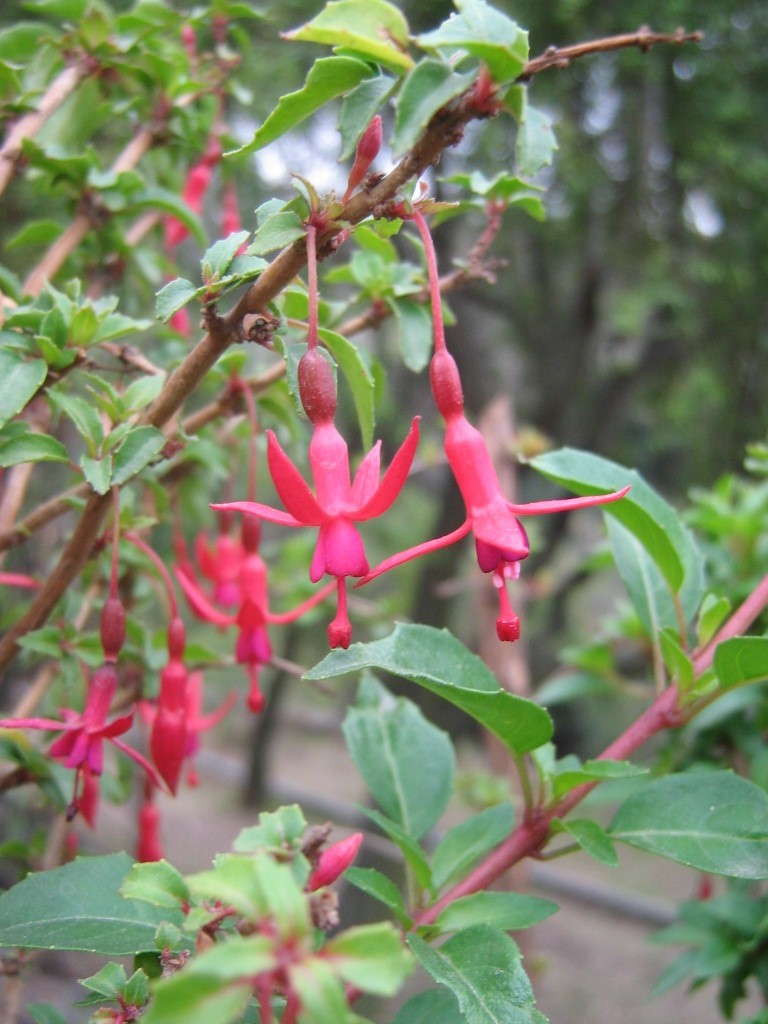
Fuchsia magellanica .
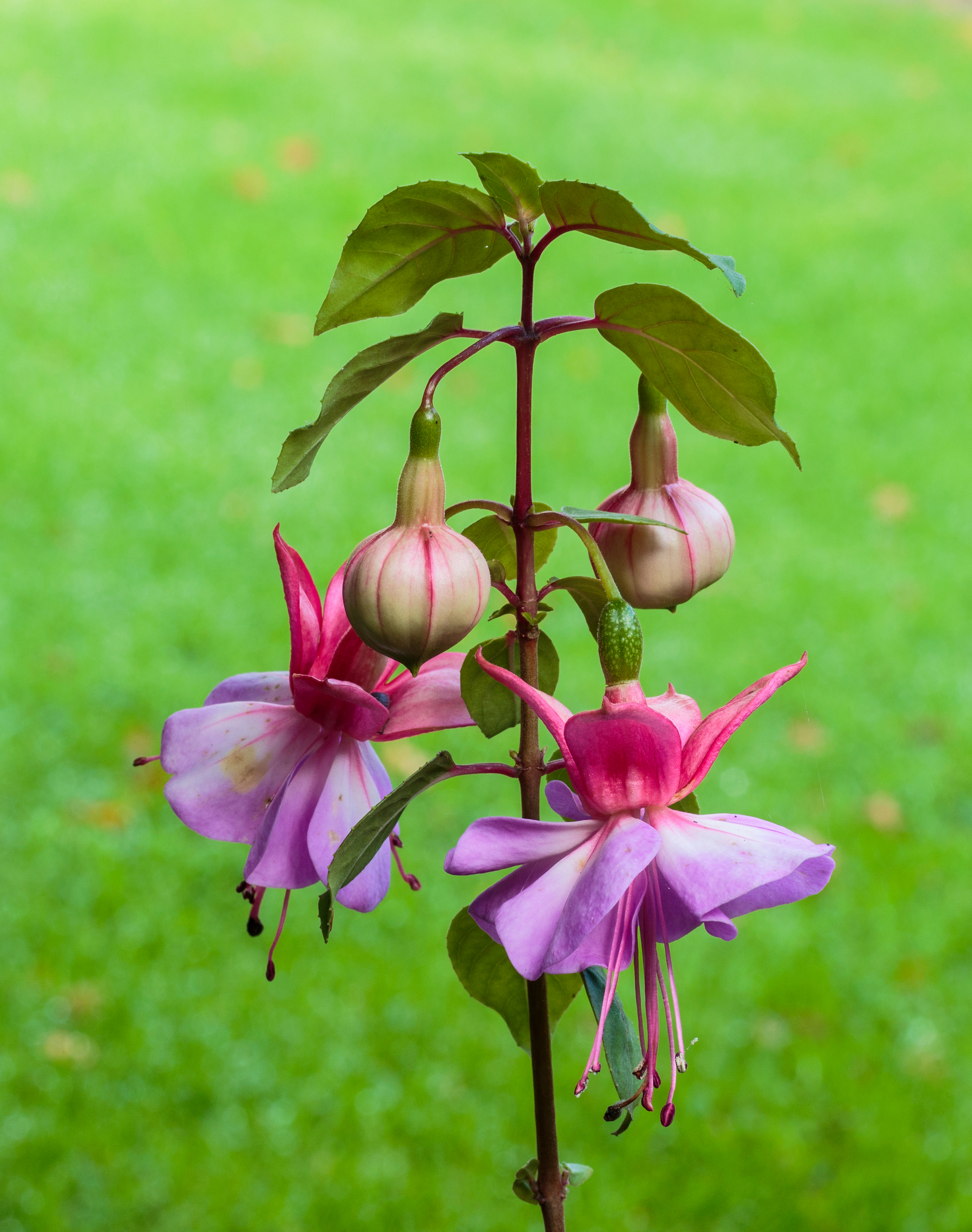
Fuchsia 'Freundeskreis Leonberg' (anglais)
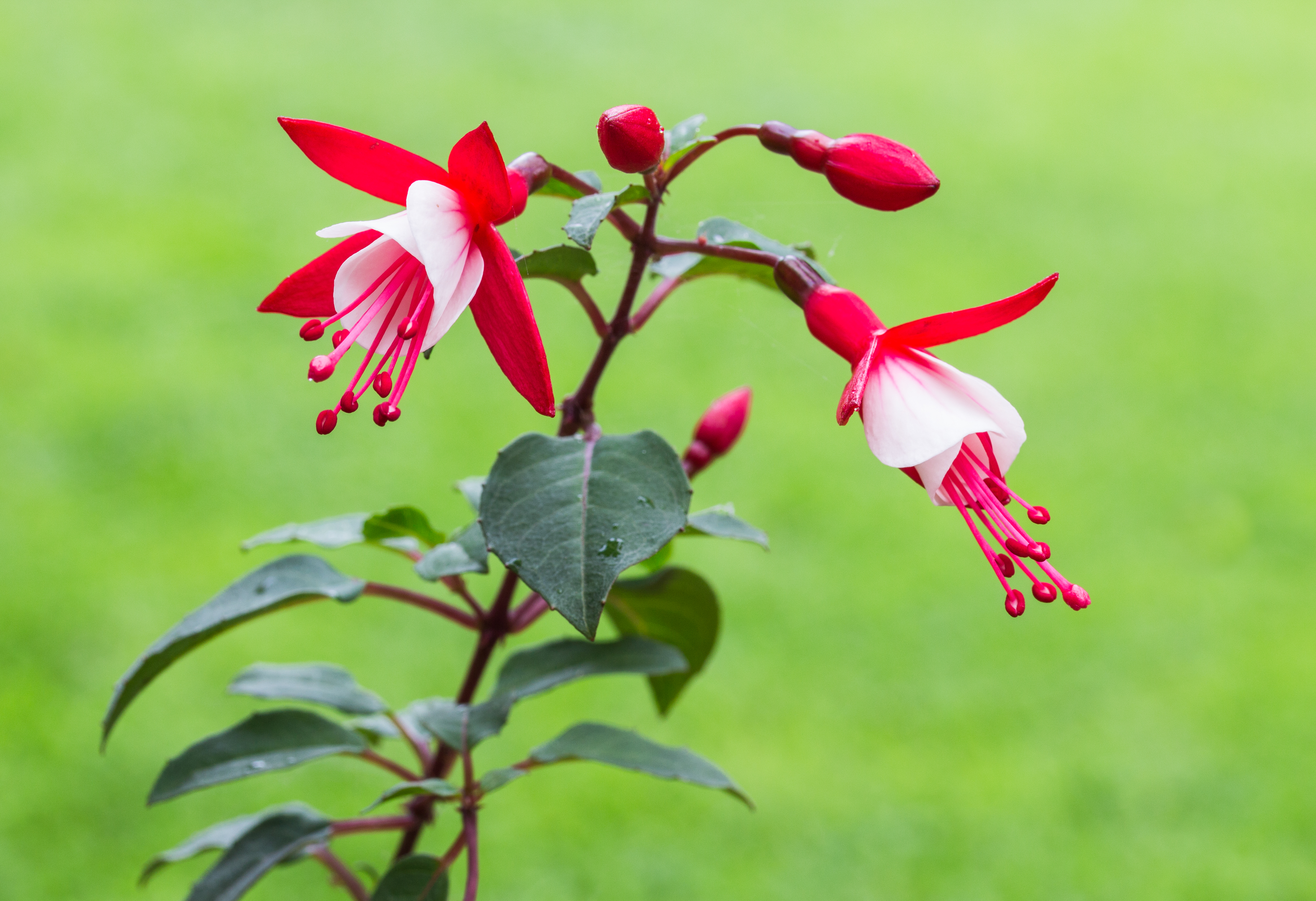
Fuchsia 'Twinny'.
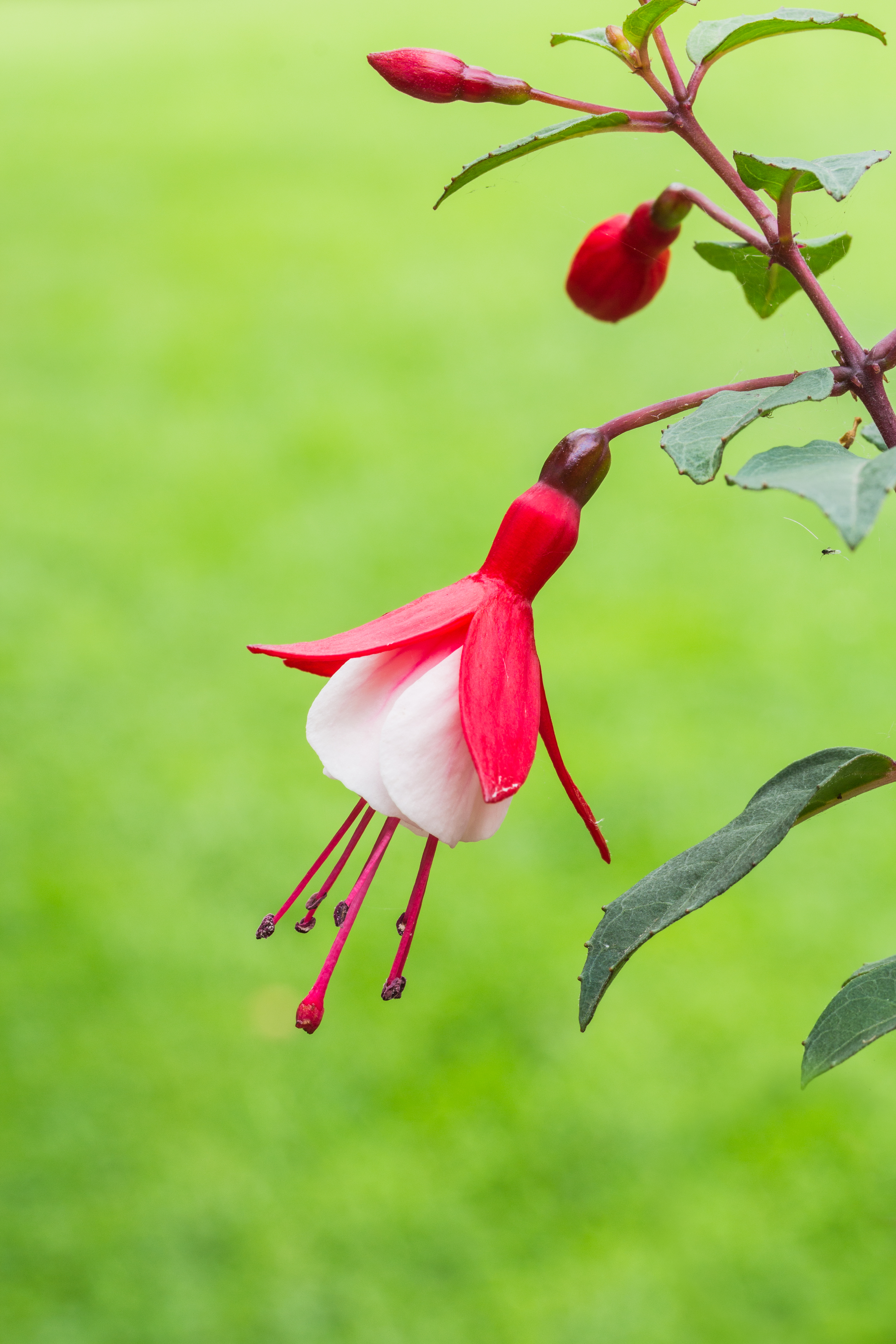
Fuchsia 'Twinny'.
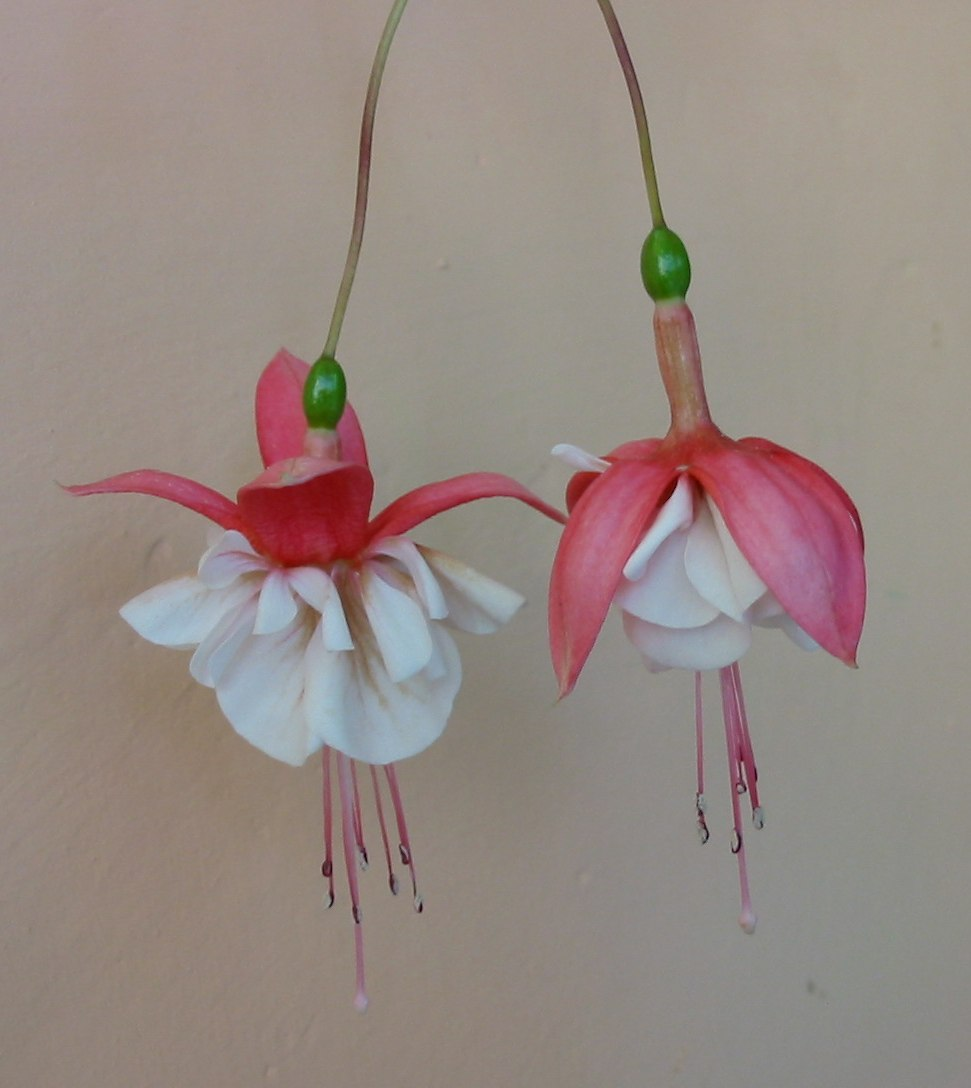
Fuchsia à fleurs doubles
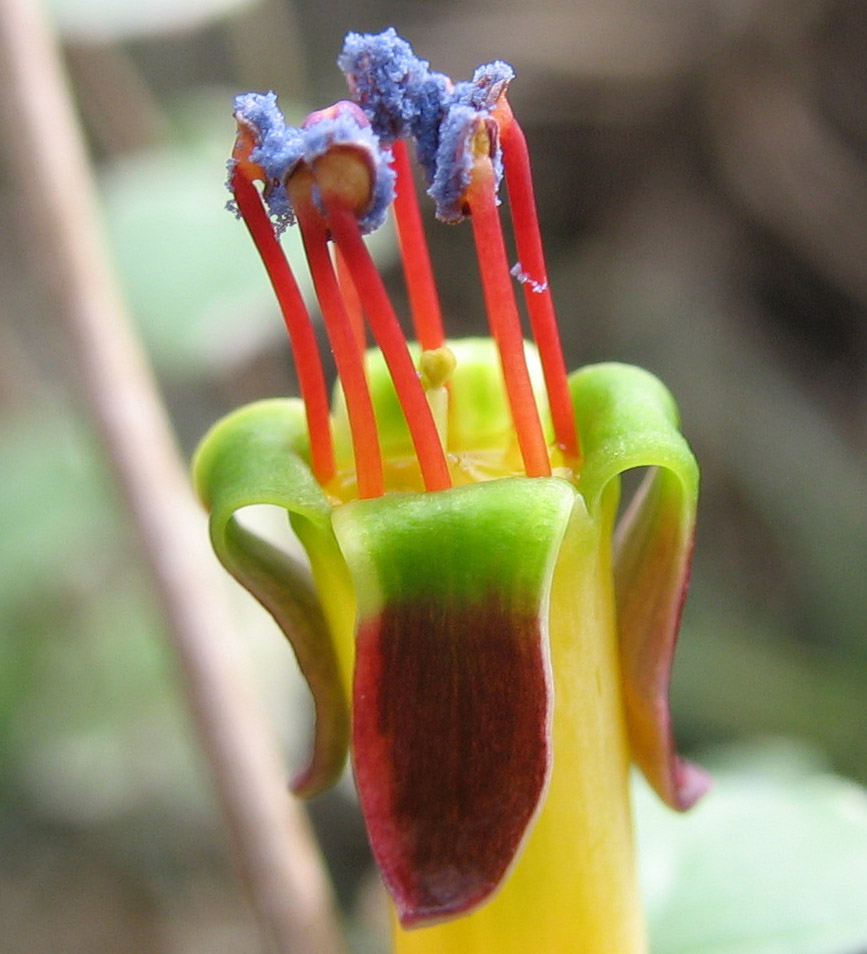
Fleur de Fuchsia procumbens
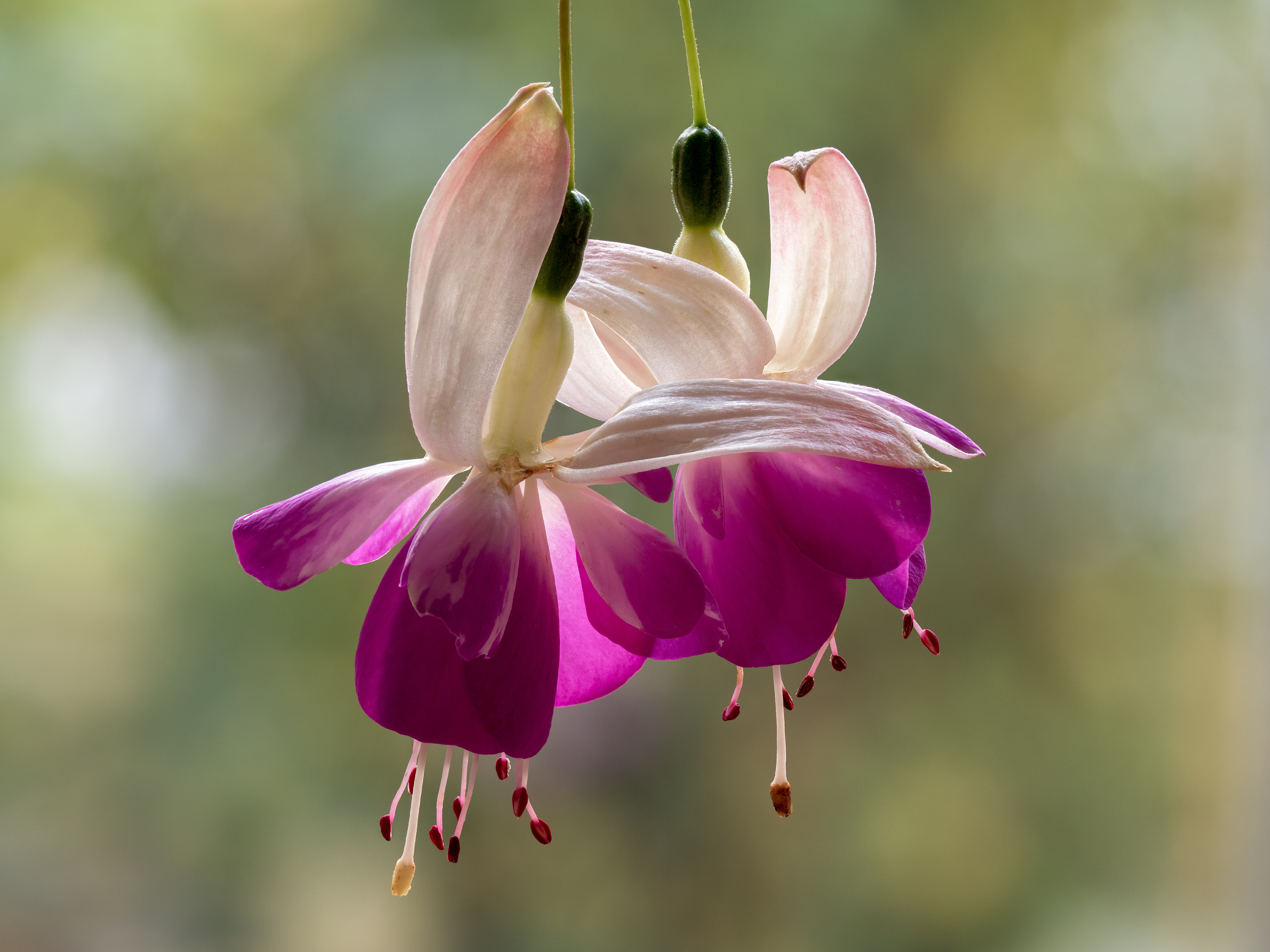
Fleur de Fuchsia dite "Blue Sahrah".

## Langage des fleurs
Dans le langage des fleurs, le fuchsia symbolise l'ardeur du cœur.

## Dans la littérature
- « Mme Loiseau avait beau avoir à sa fenêtre des fuchsias, qui prenaient la mauvaise habitude de laisser leurs branches courir toujours partout tête baissée,  et dont les fleurs n'avaient rien de plus pressé, quand elles étaient assez grandes, que d'aller rafraîchir leurs joues violettes et congestionnées contre la sombre façade de l'église, les fuchsias ne devenaient pas sacrés pour cela pour moi. »[14] (Marcel Proust, Du côté de chez Swann, 1913)